# Basalys uherkovichi
Basalys uherkovichi is een vliesvleugelig insect uit de familie van de Diapriidae. De wetenschappelijke naam van de soort is voor het eerst geldig gepubliceerd in 1978 door Szabó.